# Pyrrolidin
Pyrrolidin, även tetrahydropyrrol, är en heterocyklisk organisk förening med formeln C4H9N. Det är en cyklisk amin med fyra kolatomer och en kväveatom. Pyrrolidin är en klar vätska med en ammoniakliknande doft.
Pyrrolidin återfinns naturligt i blad från tobak och morötter. Ringstrukturen hos pyrrolidin finns i ett flertal alkaloider. såsom nikotin och hygrin, och även i aminosyrorna prolin och hydroxiprolin. Pyrrolidin finns i flera läkemedel, exempelvis procyclidine och bepridil. Den uppgör även basen för racetam-föreningar (till exempel piracetam, aniracetam).